# Dejan Joveljić
Dejan Joveljić (Bijeljina, Bosnia y Herzegovina, 7 de agosto de 1999) es un futbolista serbio que juega de delantero en el Sporting Kansas City de la Major League Soccer estadounidense.

## Trayectoria
Joveljić comenzó su carrera deportiva en el Estrella Roja de Belgrado en 2016, club que abandonó en 2019, después de marcar 11 goles durante la temporada 2018-19 con el Estrella Roja. El 14 de junio de 2019 se hizo oficial su traspaso al Eintracht Fráncfort alemán, club que le fichaba como reemplazo a su compatriota Luka Jović, que anteriormente había fichado por el Real Madrid. El 31 de enero de 2020 fue cedido al R. S. C. Anderlecht. En agosto del mismo año fue prestado al Wolfsberger A. C. durante una temporada. Tras regresar a Fráncfort después de que esta finalizara, acabó siendo traspasado a Los Angeles Galaxy en agosto de 2021. En el conjunto angelino marcó 45 goles y el 2 de febrero de 2025 se marchó al Sporting Kansas City.

## Selección nacional
Es internacional con la selección de fútbol de Serbia desde el 7 de junio de 2021, día en el que debutó en un amistoso ante Jamaica, después de haber sido internacional sub-16, sub-17, sub-18, sub-19 y sub-21 con Serbia.

## Clubes
| Club                         | País           | Año       |
| ---------------------------- | -------------- | --------- |
| Estrella Roja de Belgrado    | Serbia         | 2016-2019 |
| Eintracht Fráncfort          | Alemania       | 2019-2021 |
| R. S. C. Anderlecht (cedido) | Bélgica        | 2020      |
| Wolfsberger A. C. (cedido)   | Austria        | 2020-2021 |
| Los Angeles Galaxy           | Estados Unidos | 2021-2025 |
| Sporting Kansas City         | Estados Unidos | 2025-     |

## Palmarés

### Títulos nacionales
| Título              | Club                      | País           | Año  |
| ------------------- | ------------------------- | -------------- | ---- |
| Superliga de Serbia | Estrella Roja de Belgrado | Serbia         | 2018 |
| Superliga de Serbia | Estrella Roja de Belgrado | Serbia         | 2019 |
| Major League Soccer | Los Angeles Galaxy        | Estados Unidos | 2024 |